# Top Gear: Downforce
Top Gear: Downforce es un videojuego de carreras desarrollado por Tantalus Interactive y publicado por Kemco esclusivamente para Nintendo DS. Fue lanzado el 31 de diciembre de 2007 en Norteamérica y el 1 de enero de 2008 en Europa. A diferencia de las entregas anteriores este juego cuenta con una perspectiva de arriba hacia abajo.

## Jugabilidad
Top Gear: Downforce es un sencillo juego de carreras donde la diversión es primordial. Por tanto, no se trata de un producto realista, que se aprecia tanto en el ejemplo del modelo simplificado hasta los límites del modelo de conducción, como en las rutas excepcionalmente retorcidas en las que se celebran las próximas competiciones.
En el modo campeonato preparado por los desarrolladores participamos en una serie de carreras, participando en una docena de rutas diferentes. La mayoría de las carreras se realizan en tramos de asfalto, aunque también hubo instalaciones ubicadas en lugares menos frecuentados. Los diseños de rutas son uno de los puntos más fuertes de Downforce. Están llenos de varias abreviaturas y rutas alternativas que se pueden utilizar. Además, el jugador debe tener en cuenta la presencia de varios tipos de obstáculos. Estos son tanto objetos estándar (otros vehículos, barreras) como mucho más difíciles de sortear el fenómeno, como los tornados que arrasan la ruta. Lo interesante es que el fabricante se ocupó de la posibilidad de configurar estas perturbaciones a mano, utilizando para ello la pantalla táctil de la consola.
El jugador puede elegir entre seis diseños de vehículos estándar, pero se pueden personalizar para adaptarse a su apariencia. Los coches difieren no solo en términos de diseño de carrocería, sino también en términos de rendimiento. Al mismo tiempo, se ha cuidado la agresiva IA de los oponentes, que por supuesto intentan adelantar al jugador a cualquier precio. Además del modo para un jugador, también hay un complejo multijugador para cuatro personas. Curiosamente, solo una copia del juego es suficiente para jugar. Visualmente Downforce cae relativamente moderado. Por supuesto, los más hermosos fueron los modelos de vehículos. Se ve peor para el entorno.